# Via Mortara
Via Mortara si trova nella parte rinascimentale di Ferrara, nata dopo l'Addizione Erculea. Inizia da corso della Giovecca e finisce in corso Porta Mare.

## Origini del nome

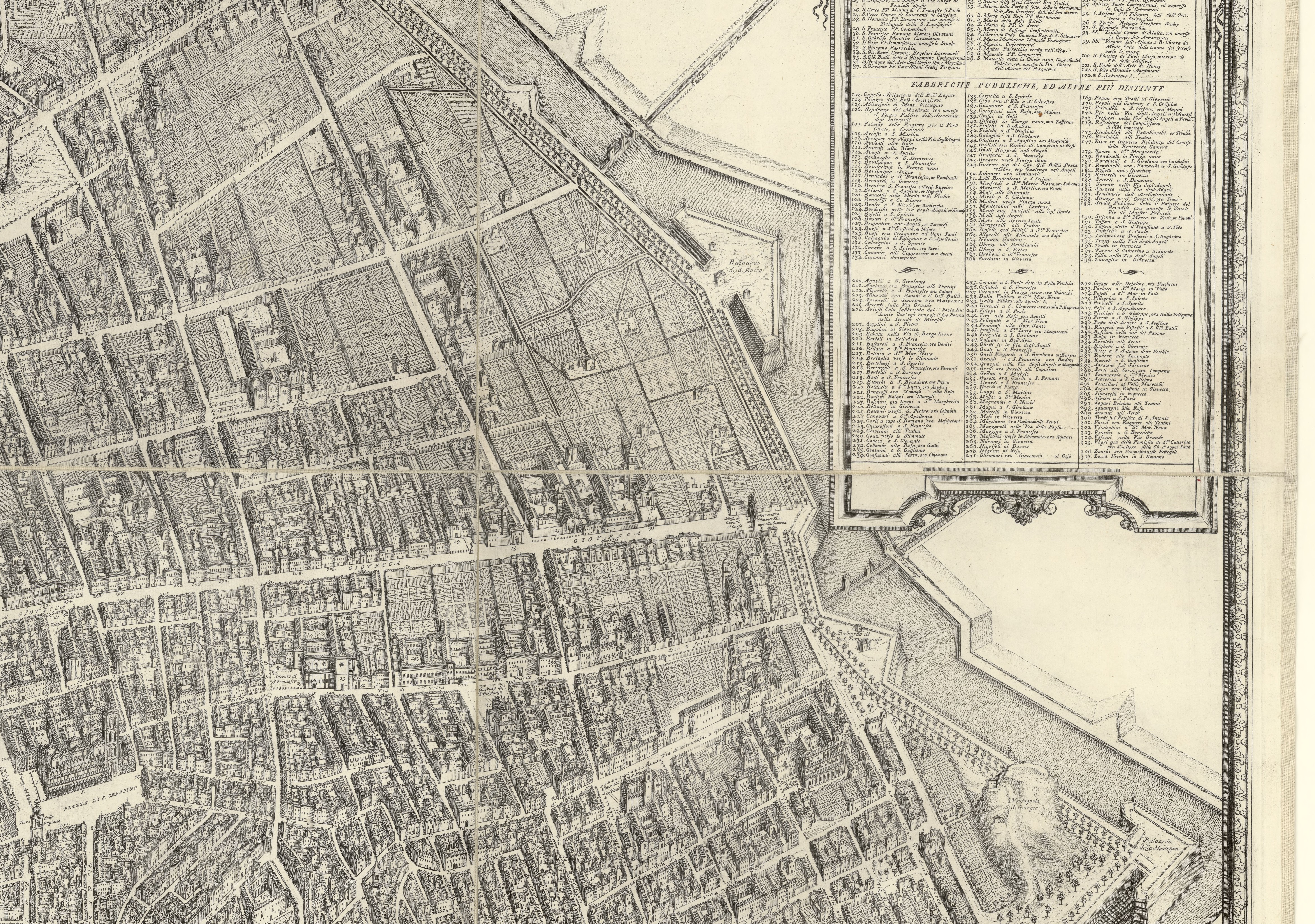
Pianta ed alzato della città di Ferrara di Andrea Bolzoni con l'area cittadina dove si trova via Mortara con i nomi in uso al suo tempo: Via di Terra Nova, Via di Cal di Pozzo e Via Nova

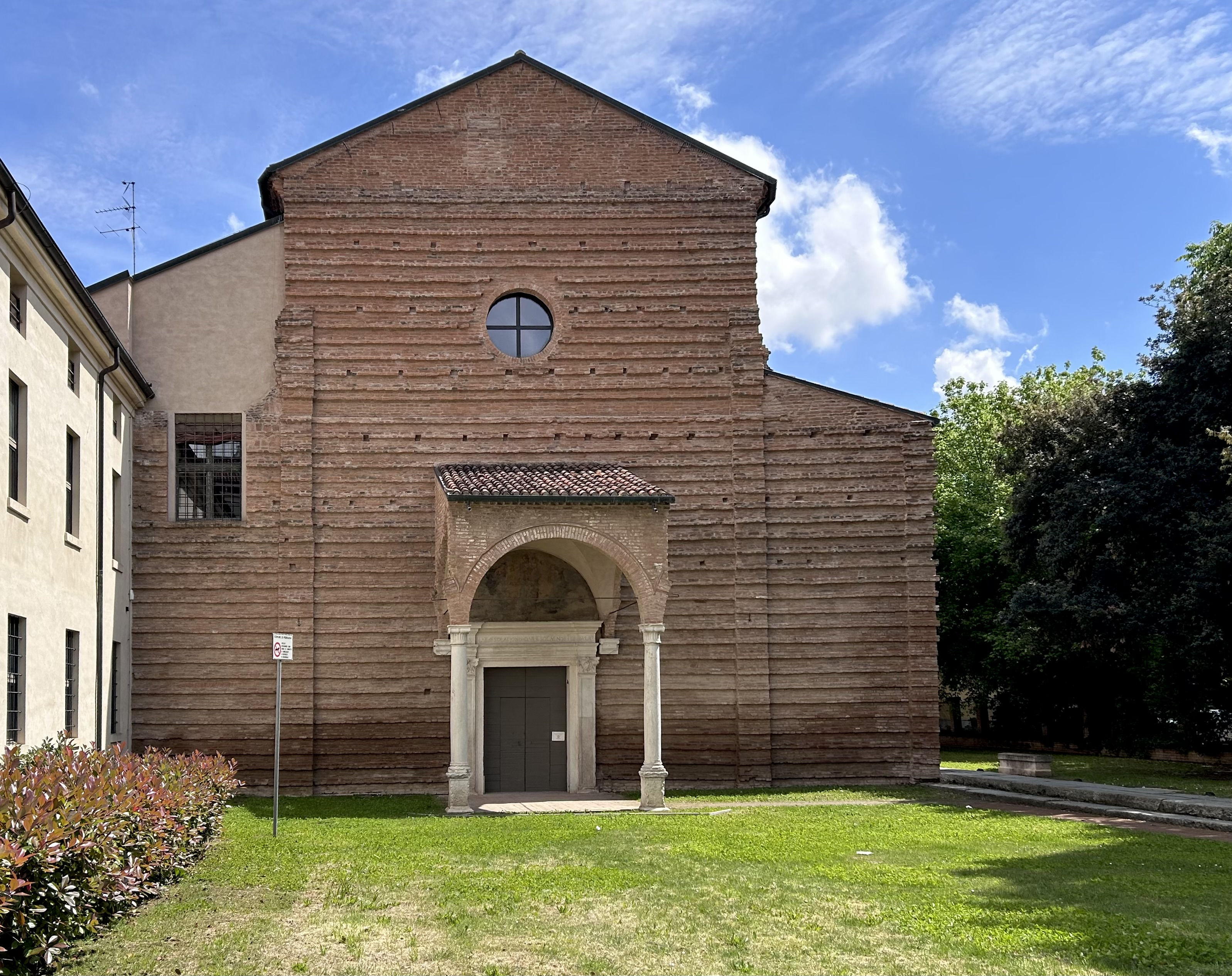
Chiesa Santa Maria della Consolazione

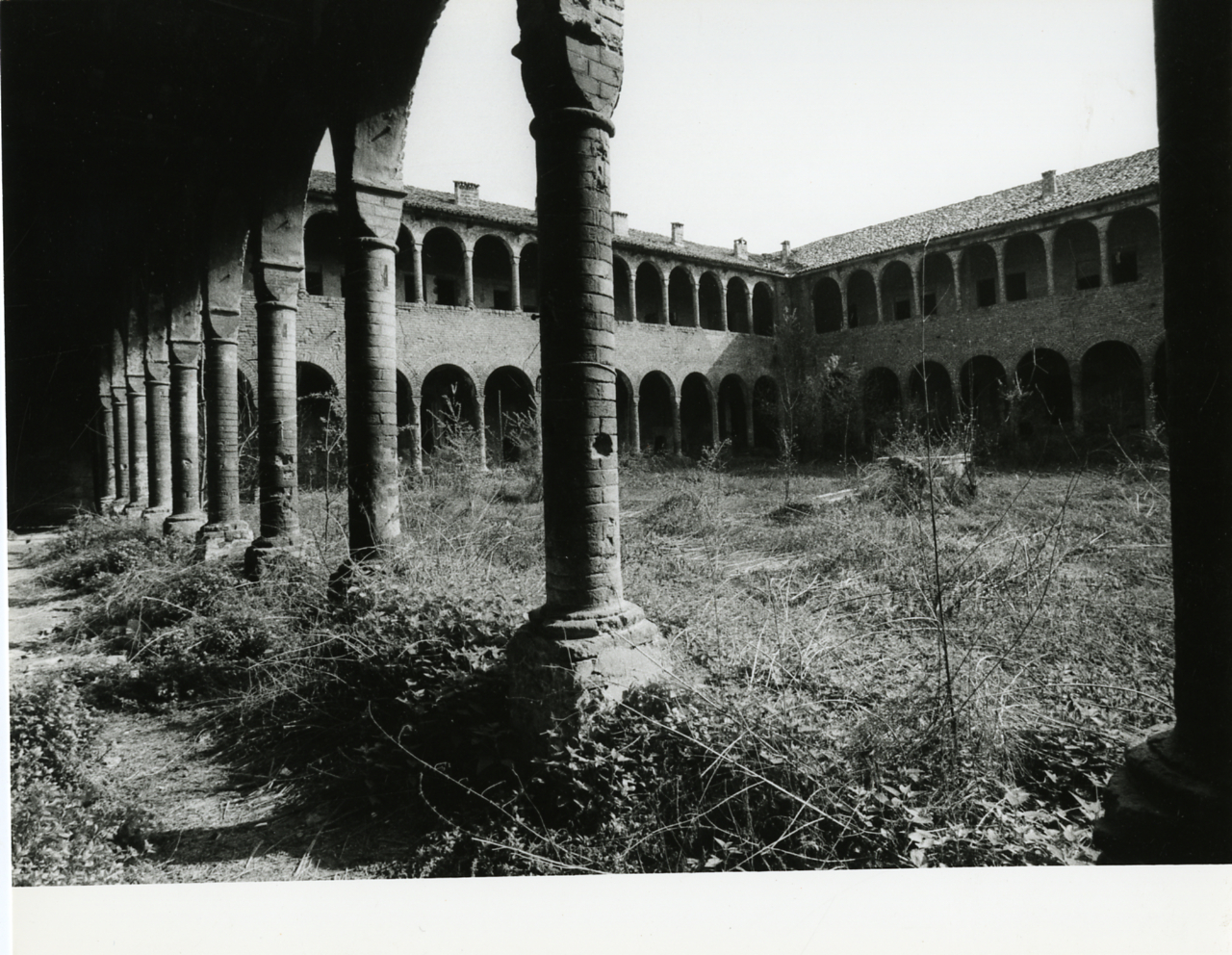
Chiostro di Santa Maria delle Grazie come appariva negli anni settanta in un servizio fotografico di Paolo Monti

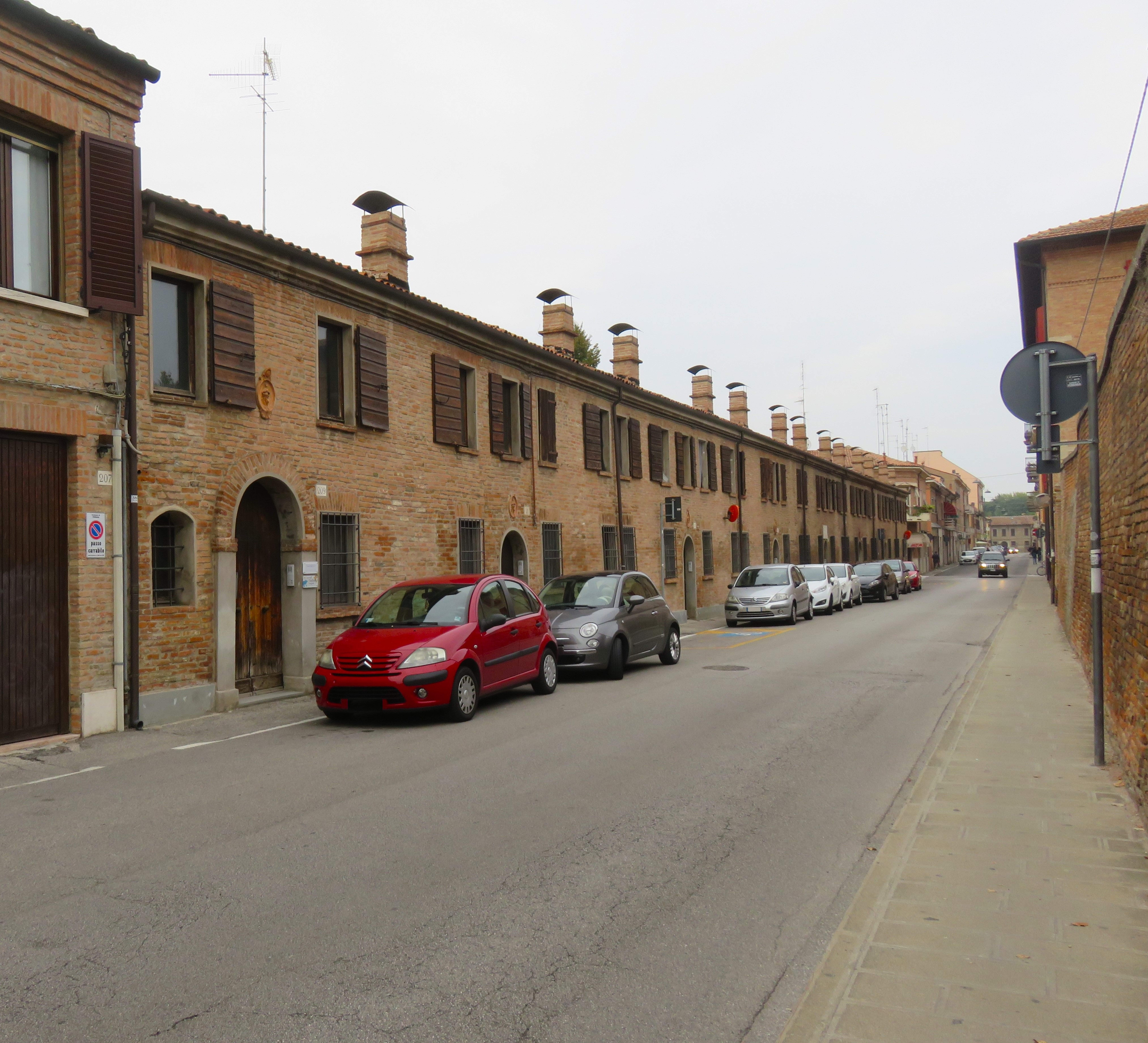
Casette delle Vedove

La denominazione che ci è pervenuta risale al periodo della fondazione della chiesa di Santa Maria delle Grazie di Mortara, nel XVI secolo. Nel monastero della chiesa vi entrarono le canonichesse regolari e tra di esse due provenivano da Mortara, probabilmente appartenenti ai Canonici regolari di Santa Croce di Mortara da poco uniti ai Canonici regolari della Congregazione del Santissimo Salvatore lateranense. In precedenza la via ebbe altre denominazioni, per tutto il suo corso o per una sua parte. Alcuni suoi tratti furono Via di Terra Nova, Via di Cul (Cal) di Pozzo e Via Nova. Fu Strada di San Rocco perché sulla via sorgevano sin dal 1498 un monastero con una chiesa di suore domenicane che poi venne demolito durante il periodo delle soppressioni napoleoniche. Venne chiamata Strada della Consolazione per via della presenza della chiesa di Santa Maria della Consolazione.

## Storia
Sino al momento dell'Addizione Erculea del 1492, l'area sulla quale si trova la via era immediatamente a nord ed esterna all'allora cinta muraria estense. Il duca Ercole I d'Este mise in essere una politica favorevole all'insediamento di nuove costruzioni, compresi gli edifici religiosi. Durante il periodo degli Este quindi vi sorsero numerosi luoghi di culto, alcuni dei quali poi sono stati demoliti o destinati ad altro uso. Ad esempio la prima chiesa dedicata a Santa Maria della Consolazione consisteva in un piccolo oratorio fatto edificare nel 1189 da un fedele ferrarese che intedendeva così onorare un'immagine (o una statua) raffigurante la Madonna che si pensava miracolosa. Nel 1501 il luogo di culto venne ampliato per volontà di Sigismondo I d'Este. Nel 1781 il convento venne trasformato in un ricovero. All'angolo fra via Mortara e corso della Giovecca Lucrezia Borgia volle costruire nel 1514 la chiesa col monastero di San Bernardino da Siena, che è stato demolito. Il conte Francesco Bendedei, già nel 1402, aveva fatto edificare alcune piccole case da destinare al ricovero di vedove povere nella parte settentrionale della via.
La struttura del monastero di Santa Maria delle Grazie ebbe una storia travagliata. Le soppressioni napoleoniche e l'utilizzo dei suoi spazi anche per usi militari lo degradarono progressivamente. Tra la prima e la seconda guerra mondiale fu impiegato per sfollati e persone in difficoltà. Fino al 1969 fu noto come Mortara 70, luogo povero, degradato e mal frequentato. Solo in seguito venne restaurato per divenire una delle sedi dell'Università degli Studi di Ferrara.

## Luoghi d'interesse
- Chiesa di Santa Maria della Consolazione. Secondo la tradizione sarebbe avvenuto un miracolo nel luogo dove sorge la chiesa. Un nobile ferrarese che si recava in un suo podere fuori città venne raggiunto da alcuni banditi e si affidò alla Santissima Vergine. Rimasto illeso tornò sul luogo con una tela della Vergine che collocò proprio in quel punto.[5]
- Chiesa e monastero di Santa Maria delle Grazie.[6]
- Casette delle Vedove. Piccoli edifici costruiti nel 1402 dal conte Francesco Bendedei e lasciate alla Compagnia della Scala per le donne sole. Le casette sono state più volte restaurate e nel 1902 furono trasformate in semplici abitazioni per famiglie disagiate.[7][8][9]